# Валлі Кіннір
Валлі Кіннір (англ. Wally Kinnear, 3 грудня 1880 — 5 березня 1974) — британський академічний веслувальник.
Олімпійський чемпіон 1912 року в одиночці.